# Mobilfritt område
Mobilfritt område är ett område där användning av mobiltelefoner och/eller mobiltelefonsändare inte är tillåten. Förbudet kan motiveras av olika skäl:
- Oro för skadeverkningar från elektromagnetiska fält. De som efterfrågar mobilfria zoner av detta skäl önskar ofta en zon utan mobiltelefonsändare inom någon till några kilometer, för att fältstyrkan skall vara låg inom zonen.
- Önskemål om en omgivning utan vad som kan uppfattas som störande ringsignaler och samtal i till exempel bibliotek, konsertsalar eller biosalonger.
- Risk för inverkan på elektronisk utrustning, till exempel medicinsk utrustning eller känsliga radiomottagare såsom radioteleskop.
- Säkerhets- eller sekretesskäl, till exempel på anstalter inom kriminalvården eller på platser där hemligt material hanteras.